# Czesław Zaremba
Czesław Zaremba (ur. 19 lipca 1881 w Ustrzykach Dolnych, zm. 1 maja 1958 w Krakowie) – polski śpiewak operowy (baryton) i pedagog muzyczny.

## Życiorys
Ukończył szkołę średnią w Krakowie, następnie wyjechał do Lwowa, gdzie uczył się w tamtejszym konserwatorium u Walerego Wysockiego. Debiutował w 1906 roku w Operze Lwowskiej, gdzie został zaangażowany jako pierwszy baryton. Kreował tam m.in. role tytułowe w Eugeniuszu Onieginie i Rigoletcie, a także doktora Malestesa w Don Pasquale, króla Alfonsa w Faworycie, Germonta w Traviacie, Renata w Balu maskowym, Escamilla w Carmen i Miecznika w Strasznym dworze. W latach 1909–1911 przebywał w Mediolanie, gdzie odbył uzupełniające studia muzyczne u A. Guagniniego i R. Bracalego. W 1911 roku otworzył we Lwowie własną szkołę śpiewu. W latach 1921–1922 był reżyserem i zastępcą dyrektora Teatru Nowości w Warszawie. Od 1922 do 1929 roku prowadził klasę śpiewu w konserwatorium Polskiego Towarzystwa Muzycznego we Lwowie, od 1928 roku był też wraz z Henrykiem Barwińskim dyrektorem teatrów miejskich. Od 1930 roku prowadził klasę śpiewu w Konserwatorium Warszawskim. W 1945 roku osiadł w Krakowie, gdzie od 1946 roku prowadził założoną przez siebie szkołę śpiewu operowego. Do grona jego uczniów należeli m.in. Zygmunt Mossoczy, Edward Bender i Mary Didur-Załuska.
Jego żoną od 1944 roku była śpiewaczka Aniela Szlemińska.